# Erigone fluctuans
Erigone fluctuans là một loài nhện trong họ Linyphiidae.
Loài này thuộc chi Erigone. Erigone fluctuans được Octavius Pickard-Cambridge miêu tả năm 1875.